# Mistrzostwa Świata w Badmintonie 2019
Mistrzostwa Świata w Badmintonie 2019 – 25. edycja mistrzostw świata w badmintonie. Zawody zostały rozegrane w dniach 19–25 sierpnia w Bazylei. Zawodnicy rywalizowali w pięciu konkurencjach.

## Terminarz
Źródło:
| Data        | Godzina       | Runda         |
| ----------- | ------------- | ------------- |
| 19 sierpnia | 9:00 – 22:00  | Runda wstępna |
| 20 sierpnia | 9:00 – 22:00  | Runda wstępna |
| 21 sierpnia | 9:00 – 22:00  | Runda wstępna |
| 22 sierpnia | 11:00 – 22:00 | Runda wstępna |
| 23 sierpnia | 11:00 – 22:00 | Ćwierćfinały  |
| 24 sierpnia | 11:00 – 15:00 | Półfinały     |
| 24 sierpnia | 17:00 – 22:00 | Półfinały     |
| 25 sierpnia | 12:00 – 17:00 | Finały        |

## Medaliści
| Konkurencja             | Złoto                          | Srebro                                         | Brąz                                |
| Gra pojedyncza mężczyzn | Kento Momota                   | Anders Antonsen                                | Sai Praneeth Bhamidipati            |
| Gra pojedyncza mężczyzn | Kento Momota                   | Anders Antonsen                                | Kantaphon Wangcharoen               |
| Gra pojedyncza kobiet   | Pusarla Venkata Sindhu         | Nozomi Okuhara                                 | Chen Yufei                          |
| Gra pojedyncza kobiet   | Pusarla Venkata Sindhu         | Nozomi Okuhara                                 | Ratchanok Intanon                   |
| Gra podwójna mężczyzn   | Mohammad Ahsan Hendra Setiawan | Takuro Hoki Yugo Kobayashi                     | Fajar Alfian Muhammad Rian Ardianto |
| Gra podwójna mężczyzn   | Mohammad Ahsan Hendra Setiawan | Takuro Hoki Yugo Kobayashi                     | Li Junhui Liu Yuchen                |
| Gra podwójna kobiet     | Mayu Matsumoto Wakana Nagahara | Yuki Fukushima Sayaka Hirota                   | Du Yue Li Yinhui                    |
| Gra podwójna kobiet     | Mayu Matsumoto Wakana Nagahara | Yuki Fukushima Sayaka Hirota                   | Greysia Polii Apriani Rahayu        |
| Gra mieszana            | Zheng Siwei Huang Yaqiong      | Dechapol Puavaranukroh Sapsiree Taerattanachai | Wang Yilü Huang Dongping            |
| Gra mieszana            | Zheng Siwei Huang Yaqiong      | Dechapol Puavaranukroh Sapsiree Taerattanachai | Yuta Watanabe Arisa Higashino       |

## Klasyfikacja medalowa
| Poz.  | Reprezentacja | złoto | srebro | brąz | Razem |
| ----- | ------------- | ----- | ------ | ---- | ----- |
| 1.    | Japonia       | 2     | 3      | 1    | 6     |
| 2.    | Chiny         | 1     | 0      | 4    | 5     |
| 3.    | Indonezja     | 1     | 0      | 2    | 3     |
| 4.    | Indie         | 1     | 0      | 1    | 2     |
| 5.    | Tajlandia     | 0     | 1      | 2    | 3     |
| 6.    | Dania         | 0     | 1      | 0    | 1     |
| Razem | Razem         | 5     | 5      | 10   | 20    |

## Reprezentacja Polski
Na mistrzostwach świata wzięło udział trzech reprezentantów Polski, którzy wystąpili w dwóch konkurencjach. Ich występ zakończył się na pierwszych rundach. Michał Rogalski przegrał 19–21, 20–22 z Chorwatem Zvonimirem Đurkinjakiem, zaś Paweł Śmiłowski z Magdaleną Świerczyńską  uległy reprezentantom Wietnamu Đỗ Tuấn Đức i Phạm Như Thảo.
| Zawodnik                               | Konkurencja    | 1/32 finału                              | 1/16 finału | 1/8 finału | Ćwierćfinał | Półfinał | Finał |
| -------------------------------------- | -------------- | ---------------------------------------- | ----------- | ---------- | ----------- | -------- | ----- |
| Michał Rogalski                        | Gra pojedyncza | Zvonimir Đurkinjak P 19–21, 20–22        | NQ          | NQ         | NQ          | NQ       | NQ    |
| Paweł Śmiłowski Magdalena Świerczyńska | Gra mieszana   | Đỗ Tuấn Đức Phạm Như Thảo P 12–21, 13–21 | NQ          | NQ         | NQ          | NQ       | NQ    |